# Église Saint-Aignan de Cosne-Cours-sur-Loire
L'église Saint-Aignan (parfois orthographié Saint-Agnan) est une église catholique située à Cosne-Cours-sur-Loire, en France.

## Localisation
L'église est située dans le département français de la Nièvre, sur la commune de Cosne-Cours-sur-Loire.

## Historique

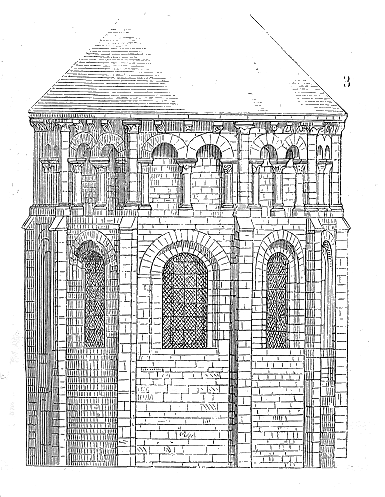
L'abside de l'église Saint-Aignan, d'après Viollet-le-Duc.

L'édifice est classé au titre des monuments historiques en 1862.
L’église Saint-Agnan fut élevée sur l’emplacement d’un oratoire du VIe siècle dédié à saint Front. Plus tard, sous l’impulsion d’Hugues, abbé de Cluny, les bénédictins édifièrent l’église Saint-Agnan qui fut terminée début XIIe. De cette époque restent le portail roman, bien conservé, grâce au clocher-porche, l’abside, le chevet et quelques éléments de murs. Les ornements de la décoration romane symbolisent « la lutte du Bien contre le Mal ». La partie supérieure du porche représente le Christ dans une auréole ovoïde, bénissant d’une main et tenant le Livre de la Sagesse de l’autre.
Incendie et effondrements détruisirent une partie de l’église qui fut refaite au XVIIIe siècle. Après la Seconde Guerre mondiale, des vitraux modernes furent installés (le Christ, saint Agnan, saint Front, la Vierge Marie, saint Hubert…).
Le maître autel en pierre de taille fut inauguré en octobre 1858 : l’Agneau pascal y figure,entouré des symboles des quatre évangélistes.
Après la réfection de la toiture, l’intérieur de l’église vient d’être refait : les murs colorés à l’ocre lui redonnent sa lumineuse sobriété d’origine.
L’église est orientée à l’est. Parfois les églises sont orientées vers le soleil levant, au jour de la naissance du saint patron de la paroisse.
Plan basilical (plan sur lequel est construite l’église Saint-Agnan) : la basilique est une église à deux sens très distincts :
1. pour les canonistes, la basilique est une église à laquelle ont été octroyés certains privilèges,
2. pour les archéologues, la basilique chrétienne est une église dont le plan comporte : une grande nef, des bas-côtés ou collatéraux, des absides (centrale et latérales), parfois un transept qui est une nef transversale dont la rencontre avec la grande nef forme la croisée. Ce plan est emprunté à divers édifices latins : des basiliques civiles qui étaient des portiques plus ou moins clos, des thermes et des grandes maisons particulières.

À l’origine, seule l’abside est voûtée. Le reste de l’église reçoit directement la charpente qui reste apparente, et la couverture.
Autrefois dans les églises : on dormait, on mangeait, on pouvait parler sans avoir besoin de chuchoter. On pouvait y introduire des animaux (chiens, éperviers, etc.). On y circulait librement car il n’y avait pas de chaises. On y discutait d’affaires publiques ou privées. C’était une tolérance admise par l’Église.
Construction d’origine : seconde moitié du XIe siècle sévère et simple, elle présentait tous les caractères de l’architecture romano-byzantine secondaire :
- une grande nef et deux collatéraux (réservés au peuple) ;
- le chœur (réservé aux chantres) ;
- l’abside centrale où se tenait le clergé et les deux absides des collatéraux ;
- le clocher était situé en position centrale entre le chœur et la nef ;
- le portail principal à l’ouest ouvrait directement sur l’extérieur.

D’après le rapport d’expertise concernant l’écroulement du clocher en mars 1738, qui entraîna la destruction d’une grande partie de l’église, il apparaît que la nef et les collatéraux aient été voûtés en berceau ou en voûtes d’arêtes.
Comme la plupart des églises, Saint-Agnan a été bâtie sur un réseau de courants telluriques, d’où une exposition aux effluves magnétiques et une vulnérabilité aux effets dévastateurs de la foudre susceptibles de provoquer l’incendie des charpentes avant l’invention du paratonnerre et du parafoudre qui aujourd’hui assurent la protection.
Il est fait mention d’incendies selon l’historique de l’église :
- du bas-côté sud au milieu du XIIe siècle ;
- du cocher en 1626 et 1726.

Le 3 mars 1738, à 4 heures et demie du matin, la chute du clocher qui entraîna la ruine de l’église semble imputable à un affaissement du terrain dont la teneur en eau liée vraisemblablement à des conditions climatiques très défavorables en aurait modifié la stabilité (suivant le rapport d’expertise dans lequel les causes ne sont que présumées).
La reconstruction des parties sinistrées et l’adjonction du clocher porche :
Elles furent entreprises en 1745 avec le concours des habitants. Les travées de la nef ont été reprises avec des arcatures plein-cintre sans ornementation. Chaque pilier sur l’axe des travées est surmonté d’un pilastre plat mouluré de style 18e hauteur jusque sous une corniche peu saillante, indiquant la naissance d’une fausse voûte en berceau. Réalisé en enduit sur lattis, fixé sur des éléments de charpente, le profil à l’intrados est plus proche de l’arc « déprimé » (18e en était de même des fausses voûtes des collatéraux en demi-berceau, aujourd’hui remplacées par des plafonds horizontaux en lames de châtaignier. Conduite avec de faibles moyens interdisant une ornementation XVIIIe dans sa simplicité s’accorde assez bien avec les parties romanes conservées.
Vestiges d’éléments d’architecture antérieurs à l’écroulement :
Hors les trois absides voûtées en cul-de-four et le mur pignon ouest comportant le portail roman, on remarque :
- dans le collatéral sud : voûtement partiel en croisées d’ogives habilement raccordées sur des colonnes engagées à bases romanes (croisées présumées du XVIe siècle).

En première travée de ce collatéral, une voûte d’arête très détériorée (concrétion de pierre et de mortier de chaux de conception très ancienne). Elle surmonte une petite siècle baie romane inscrite dans le pignon ouest – Voir le bas-relief : Nativité du XVIe siècle voir également :
- pilier sur plan en croix ;
- travée avec arc brisé ;
- à l’extérieur : adossés au mur pignon et à la partie d’origine du mur du collatéral nord,des contreforts romans couverts en talus laissent présumer l’existence du voûtement de l’église dont il convenait de reprendre les poussées.

Le clocher-porche : édifié au XVIIIe siècle, appui au couchant sur les vestiges d’une tour du XVe siècle. Prieuré. Une porte d’accès à cette tour, dont l’ornementation du tympan constitue une énigme, a été récemment redécouverte. Les baies hautes du clocher en plein-cintre et la porte en arc brisé d’une grande sobriété s’intègrent sans anachronisme dans l’environnement du magnifique portail roman de l’entrée de l’église. Le solivage constituant le plafond du porche est recouvert d’un platelage jointif dont le bois proviendrait de la « déchirure » d’un bateau de Loire.
Les cloches : elles sont au nombre de deux accordées en do et fa. La plus grosse pèse 1 215 kg. Elle a été bénie le 30 juillet 1878 par Mgr Gronier, évêque de Nevers. Elle porte le nom de Henriette-Mélanie.
Les grilles extérieures du porche : posées récemment, elles ne présentent pas de particularité mais ont été conçues avec un souci d’intégration discrète à l’architecture du monument.